# David Geffen Hall

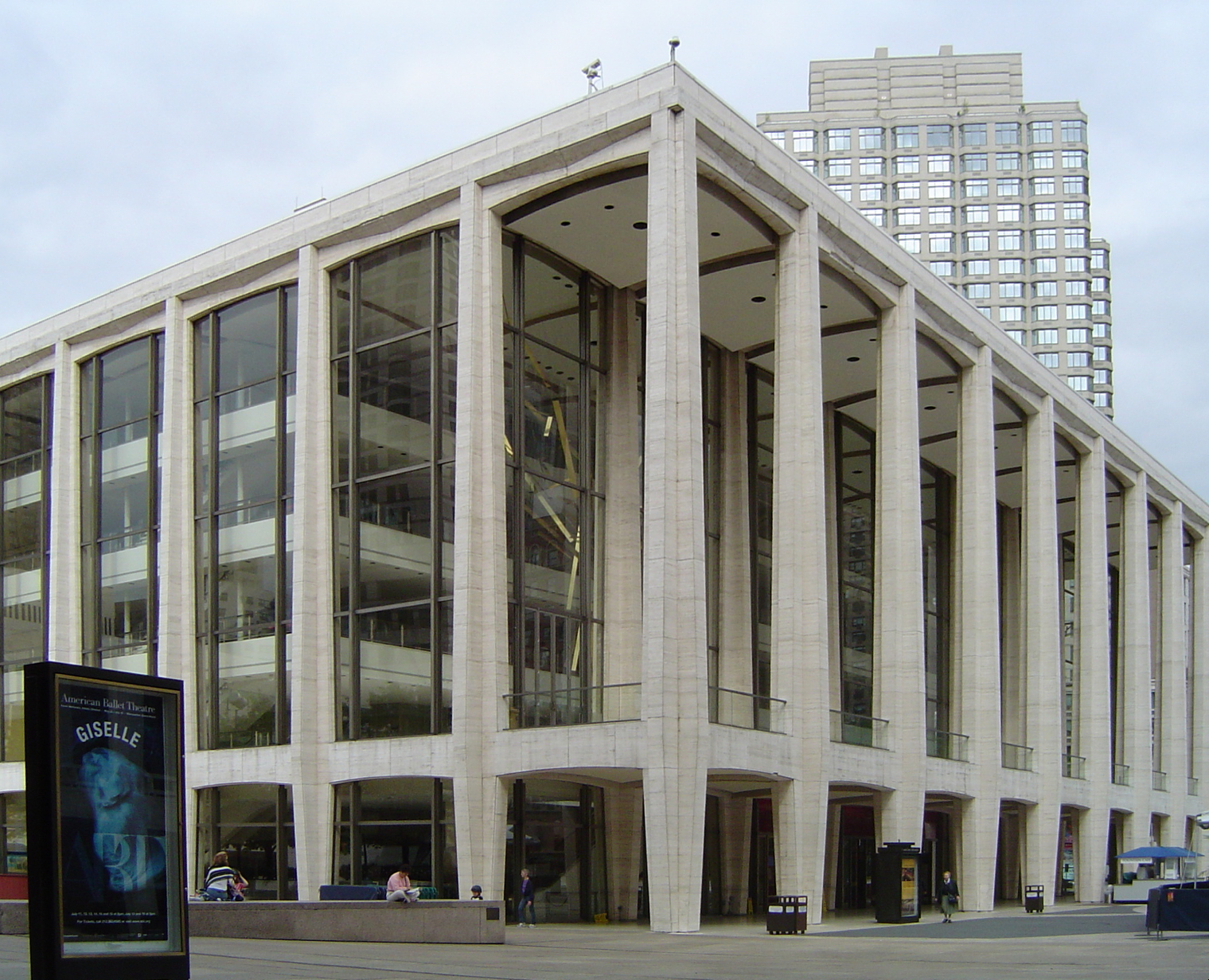
L'Avery Fisher Hall al Lincoln Center.

La David Geffen Hall, fins al 2015 coneguda com a Avery Fisher Hall, i anteriorment amb el nom de Philharmonic Hall fins al 1973, és una de les sales del Lincoln Center for the Performing Arts, que acull l'Orquestra Filharmònica de Nova York. La sala, els plànols de la qual han estat realitzats per l'arquitecte americà Max Abramovitz, ofereix una capacitat de 2738 seients. L'Avery Fisher Hall, construït el 1962 duia originalment el nom de Philharmonic Hall (Sala de la Filharmònica), abans de ser rebatejat per honorar la memòria d'Avery Fisher el 1973, després que l'ancià especialista de l'acústica va haver fet donació de 10,5 milions de dòlars a la Filharmònica.
La David Geffen Hall és avui utilitzat en nombrosos esdeveniments, musicals o no. Serveix així per exemple de lloc d'entrega dels diplomes de les millors universitats de la ciutat. Al recinte de l'edifici s'hi celebren també casaments.
La primera aparició de la sala a la televisió va tenir lloc el 21 de novembre de 1962 a la CBS, en ocasió d'un dels Young People's Concerts (representacions organitzades al Philharmonic per garantir la promoció de la música amb els joves) dirigit per Leonard Bernstein.
La David Geffen Hall acull a més a més orquestres del món sencer com l'Orquestra Simfònica de Londres, l'Orquestra Simfònica de Singapur, l'Orquestra Filharmònica de Rotterdam, o fins i tot l'orquestra del Teatre Mariïnski de Sant Petersburg.
El març de 2015 la sala va canviar el seu nom per l'actual David Geffen Hall.